# راي إليس
راي إليس (بالإنجليزية: Ray Ellis)‏ هو منتج أسطوانات وملحن أمريكي، ولد في 28 يوليو 1923، وتوفي في 27 أكتوبر 2008 بسبب سرطان.

## وصلات خارجية
- راي إليس على موقع IMDb (الإنجليزية)
- راي إليس على موقع ميوزك برينز (الإنجليزية)
- راي إليس على موقع قاعدة بيانات برودواي على الإنترنت (الإنجليزية)
- راي إليس على موقع أول ميوزيك (الإنجليزية)
- راي إليس على موقع ديسكوغز (الإنجليزية)
- راي إليس على موقع ديسكوغز (الإنجليزية)
- راي إليس على موقع ديسكوغز (الإنجليزية)
- راي إليس على موقع قاعدة بيانات الفيلم (الإنجليزية)